# Лаврентије Черњиговски
Преосвећени схиархимандрит Лаврентије (рођ. Лука Јевсејевич Проскура; 1868, Карилское, Кролевецки округ, Черниговска губернија — 19. јануар 1950, Чернигов) — духовник и светитељ Руске православне цркве.
Дана 22. августа 1993. године, на Архијерејском Сабору Украјинске православне Цркве, схимоархимандрит Лаврентије је канонизован за светитеља као преосвећени. Сећање - 29. децембар / 11. јануар по грегоријанском календару.

## Биографија
Рођен је 1868. у селу Карилское, Черниговска губернија, у сиромашној породици. Лукин отац је рано умро, док је мајка била слаба и често болесна. Имао је диван глас; певао у црквеном хору. Студирао је основну земску школу, коју је завршио са 13 година, а остао је као учитељски помоћник. У Коропу је упознао бившег директора царског хора, који је ценио младићеве способности и почео да га учи регентској уметности; научио да свира виолину. По повратку кући постао је директор свог хора. Научио је да шије и почео да зарађује сопственим радом да би помогао својој породици; са 17 година постао је професионални кројач.
Након смрти мајке, одлучио је да оде у манастир, али је његов старији брат Вартоломеј инсистирао да не напушта породицу. Са својим пријатељем младости Симеоном пође пешке у Кијев код старца Јоне, да га благослови да добије духовно образовање. Али старац Јона им је рекао: „Ваша богословија је с вама“, и није их благословио. Заједно са Симеоном отишао је на Атос, где је боравио у Пантелејмоновом манастир. У овом светогорском манастиру петорица суседа светог Лаврентија из села Карилское. После упорних молби, Симеон је примљен у братију Атонског Пантелејмонског манастира. А један од светогорских стараца рече Луки: „Иди у своју отаџбину, тамо ћеш бити потребан. Историчар Сергеј Шумило није могао да утврди ко је био овај старац, „али је могуће да би то могао бити атонски монах Силуан, који се у исто време подвизавао у Пантелејмонском манастиру и са којим је вероватно комуницирао Лука Проскура“.
Године 1912, у 45. години, Лука је замонашен са именом Лаврентије. Две године касније рукоположен је за јерођакона, а 1916. за јеромонаха.
За време обновитељског раскола отац Лаврентије је одлучно стао на страну патријарха Тихона.
1930. године, након затварања храма, прелази на илегалан положај. Придруживши се покрету „несећања“, 1936-1937. прошао је истрагу о припадности антисовјетској катакомбној „Истинској православној цркви“ у Черниговској области коју је покренуо НКВД у Черниговској области. Он је саслушан, у оквиру истраге, у којој је ухапшена цела група черниговског свештенства, хтели су да га пошаљу у Сибир, међутим, због старости од седамдесет година пуштен је на слободу, што је забележено у протоколу истраге. 1930-1942, тајно је служио код куће, опремивши тајни храм у подруму и примајући ноћу духовну децу. После окупације Чернигова од стране немачких власти током рата, организовао је две монашке заједнице: мушку (35 људи) и женску (70 људи). Овај последњи се налазио у Тројичком Черниговском манастиру, где је на Васкрс 1942. године отворио храм, који је постао један од центара верског живота у Черниговској области.
После рата поново је прогањан и чак уклоњен из службе. Према предању, Лаврентије Черниговски је благословио будућег митрополита све Украјине Владимира (Сабодана), који је дошао к њему у детињству са својом мајком, да служи.
Умро је 19. јануара 1950. године. Сахрањен је у малој цркви некадашње Свете Тројице Черниговског манастира.

## Поштовање
Име старца је још за његовог живота било окружено народним поштовањем. Осамдесетих година 20. века у самиздату се појавила збирка домишљатих, понекад наивних мемоара духовне деце архимандрита Лаврентија, који је блиско познавао старца и чувао сећање на њега после његове смрти 1950. године. 1988. године у броју 14 збирке „Нада. Хришћанско штиво”, који је у Немачкој објавила издавачка кућа „Посев” и чији су бројеви потом илегално прокријумчарени у СССР. Управо је ово издање било основ свих наредних публикација о животу и делу схимоархимандрита Лаврентија (Проскуре).
1991. године, без резова и додатака, овај текст је поново објавила као засебну брошуру издавачка кућа „Свет Печерски” у Кијеву под насловом „Биографија, поуке и пророчанства старца Лаврентија Черниговског”. Године 1992, као додатак часопису Вера и Сион који излази у Чернигову, објављена је скраћена верзија мемоара о. Лаврентија, „Учење о. Лаврентија Черниговског“, као посебна штампа. Године 1993. у Чернигову је протојереј Јован Фесик, не наводећи место и годину издања, прештампао мемоаре архимандрита Лаврентија у посебној брошури, све из истог часописа Надежда. Ове публикације су објављене у малом тиражу и биле су локалне природе.
Године 1993. његове мошти су пренете у Тројички саборни храм некадашњег Тројичког манастира у Чернигову. Преосвећеним Архијерејским Сабором Украјинске Православне Цркве 9 (22) августа 1993. године прослављен је као светитељ у чину преподобног.
Збирка мемоара о архимандриту Лаврентију, објављена 1995. године у малом издању, коју је саставио Павел Алексејевич Флеров, који га је лично познавао.
Дана 3. фебруара 2016. године, одлуком Архијерејског Сабора Руске православне цркве, канонизован је за опште црквено поштовање.
Одлуком Светог синода Украјинске православне цркве од 27. децембра 2002. године, у селу Вересоч Куликовског округа, Черниговске области Украјине, основан је Лаврентијевски метох Черниговске и Новгород-Северске епархије Украјинске Православне Цркве.